# 滲出性中耳炎
滲出性中耳炎（しんしゅつせいちゅうじえん、英語: serous otitis media, SOM、あるいはotitis media with effusion, OME。かつては中耳カタル（英: otitis media catarrhalisとも））は、中耳炎の一つ。中耳腔に滲出液の貯留を認める一方、耳痛や発熱などの急性炎症症状を欠くことを特徴とする。

## 疫学・病態
年齢別発症率は小児（乳幼児から小学校低学年）と高齢者の二峰性の分布を示し、特に就学児童の難聴の原因としては最多であるが、軽度難聴以外の症状がないことから見逃されやすい。10歳までに9割以上が治癒することから、治療が不必要な場合も多い。ときに遷延化するが、この場合も学童期においては急激に治癒する。しかし稀に改善を認めず、真珠腫性中耳炎などの後遺症を来たす例もある。
本症は、何らかの理由により耳管の通気が障害された結果、中耳腔内が陰圧化することを病態の本質とする。この結果、周囲から組織液が滲出して中耳腔内に貯留するとともに、伝音性難聴を来たす。耳管の通気障害の原因としては、小児の場合は急性中耳炎や上気道炎、口蓋・咽頭扁桃の肥大や副鼻腔炎が、成人の場合は上咽頭の悪性腫瘍がある。また口唇口蓋裂、ダウン症候群、未熟児等にも続発しうる。

## 診断・治療
中耳腔内の陰圧化により鼓膜が内陥することから、この所見により診断は比較的容易である。純音聴力検査では伝音難聴の所見を呈し、インピーダンス・オージオメトリではB型ないしC型のティンパノグラムを示す。
基本的には保存的治療が主となる。中耳腔内の陰圧化を解除するため耳管通気が試みられ、また原疾患である感染症やアレルギーに対する薬物療法が行なわれる。ただしこれらの治療を行なっても遷延化する場合があり、この場合は鼓膜切開や鼓膜チューブの留置などの外科的治療が行なわれうる。